# Yacine Brahimi
Yacine Brahimi (en àrab: ياسين إبراهيمي; nascut el 8 de febrer de 1990) és un futbolista algerià d'origen francès que actualment juga a l'Al-Gharafa S. C. de la Lliga qatarina de futbol.
El 22 de juliol de 2014, el FC Porto va anunciar el fitxatge de Brahimi procedent del Granada per una quota de traspàs de 6,5 milions d'euros i amb un contracte de cinc anys. Va deixar el Porto en finalitzar el seu contracte el 30 de juny de 2019. El 22 de juliol de 2019, Brahimi va fitxar pel Qatar Stars League amb l'Al-Rayyan.